# Hugo Patiño
Hugo Patiño (* 5. Februar 1965 in Kolumbien) ist ein US-amerikanischer Karambolagespieler kolumbianischer Herkunft in der Disziplin Dreiband.

## Karriere
Seinen ersten US-Titel holte er sich 2003 bei den National 3-Cushion Championships in Livonia, Michigan, 2009 ein zweites Gold in Michael Kangs Carom Café in New York, die Dritte dann 2016 im kalifornischen North Hollywood gegen den neunfachen US-Meister Pedro Piedrabuena mit 40:33 in 21 Aufnahmen.
Bei den World Games 2017 scheiterte er im Viertelfinale am Spanier Daniel Sánchez, nachdem er eine Runde zuvor dessen Landsmann und dreifachen Juniorenweltmeister Javier Palazón besiegen konnte. Im November des Jahres konnte er sich im „Circolo Sportivo Italiano“ im peruanischen Lima gegen seinen ehemaligen Landsmann Robinson Morales mit 40:38 in 21 Aufnahmen durchsetzen und erstmals den panamerikanischen Grand Prix gewinnen.
2019 stand er erneut im Finale der US-Meisterschaft, diesmal gegen Miguel Torres, den er mit einer Höchstserie (HS) von 18 überraschte und in 30 Aufnahmen mit 40:32 besiegte. Es war sein vierter US-Titel.

## Erfolge
- Dreiband-Panamerikameisterschaften:  2016
- US-amerikanische Dreiband-Meisterschaft (USBA):  2003, 2009, 2016, 2019  2011, 2013, 2014  2007, 2018
- Pan American Grand Prix:  2017

Quellen: 